# Petaurista magnificus
Petaurista magnificus är en däggdjursart som först beskrevs av Hodgson 1836. Den ingår i släktet jätteflygekorrar och familjen ekorrar. Inga underarter finns listade i Catalogue of Life.

## Beskrivning
En stor flygekorre med en rödbrun till mörkbrun ryggpäls med ett mörkare band längs ryggen och ljusare, gula partier på skuldrorna. Undersidan är ljust rödbrun, medan svansen är mörkbrun vid roten, rödbrun till den större delen och svart i spetsen. Mellan fram- och bakben har arten en flygmembran. Kroppslängden är 36 till 42 cm, ej inräknat den 41,5 till 48 cm långa svansen. Vikten är omkring 1,35 kg.

## Utbredning
Denna flygekorre förekommer i bergstrakter i norra Sydasien, södra Kina och västra Sydostasien. En population lever i östra Nepal, i angränsande, södra delen av provinsen Xizang i södra Kina, nordöstra Indien (delstaten Sikkim) och Bhutan. Två andra populationer finns i västra och norra Myanmar.

## Ekologi
Utbredningsområdet sträcker sig från låglänta områden upp till bergstrakter 3 000 meter över havet. I Sydasien (Indien, Bhutan och Nepal) håller den sig inom 1 500 till 2 250 meters höjd. Habitatet utgörs av tropiska, städsegröna eller lövfällande skogar, av vilka arten förefaller föredra de senare.
Ekorren är en nattaktiv, trädlevande art, som tillbringar dagen i bon med en rund ingång, som den bygger av mossa och andra mjuka material i träd cirka 5 till 15 meter över marken. Födan utgörs av blad, knoppar och blommor av rododendronarter och träd, frukt och gräs. Individerna glidflyger 60 till 100 meter från träden till rododendronbuskarna nedanför. Arten är mycket ljudlig, med ett djupt, monotomt, genljudande rop som den ger ifrån sig i skymningen.
Litet är känt om fortplantningen, utom att det endast är honan som tar hand om avkomman.

## Bevarandestatus
IUCN kategoriserar arten globalt som livskraftig. Populationerna minskar emellertid; som troliga anledningar anges habitatförlust genom skogsavverkning till förmån för kardemumma- och teplantager och även för småskalig timmerindustri samt mänskligt nybyggande. Skogsbränder och jakt kan också vara lokala orsaker.